# Contea di Real
La contea di Real in inglese Real County è una contea dello Stato del Texas, negli Stati Uniti. La popolazione al censimento del 2010 era di 3 309 abitanti. Il capoluogo di contea è Leakey. Il suo nome deriva da Julius Real (1860–1944), membro del Senato del Texas.

## Geografia
| Anno | Popolazione | ±%     |
| ---- | ----------- | ------ |
| 1920 | 1,461       | Note:  |
| 1930 | 2,197       | 50.4%  |
| 1940 | 2,420       | 10.2%  |
| 1950 | 2,479       | 2.4%   |
| 1960 | 2,079       | −16.1% |
| 1970 | 2,013       | −3.2%  |
| 1980 | 2,469       | 22.7%  |
| 1990 | 2,412       | −2.3%  |
| 2000 | 3,047       | 26.3%  |
| 2010 | 3,309       | 8.6%   |

Secondo l'Ufficio del censimento degli Stati Uniti d'America la contea ha un'area totale di 700 miglia quadrate (1800 km²), di cui 699 miglia quadrate (1810 km²) sono terra, mentre 0,9 miglia quadrate (2,3 km², corrispondenti allo 0,1% del territorio) sono costituiti dall'acqua.

### Strade principali
- U.S. Highway 83
- State Highway 41
- State Highway 55
- Ranch to Market Road 337

### Contee adiacenti
- Edwards County (ovest)
- Kerr County (nord-est)
- Bandera County (est)
- Uvalde County (sud)